# Пагава Георгій Авксентійович
Георгій (Гогіта) Авксентійович Пагава (груз. გიორგი აქვსენტის ძე ფაღავა; 1895-1924) — грузинський політик, член Установчих зборів Грузії (1919—1921).

## Біографія
Народився 1895 року у місті Кутаїсі. Закінчив Кутаїську класичну гімназію.
З гімназичних часів залучений до соціал-демократичного руху.
У 1913 році розпочав навчання на юридичному факультеті Імператорського Московського університету. Був заарештований за політичними мотивами 1914 року в Кутаїсі. Після визволення з в'язниці продовжив навчання.

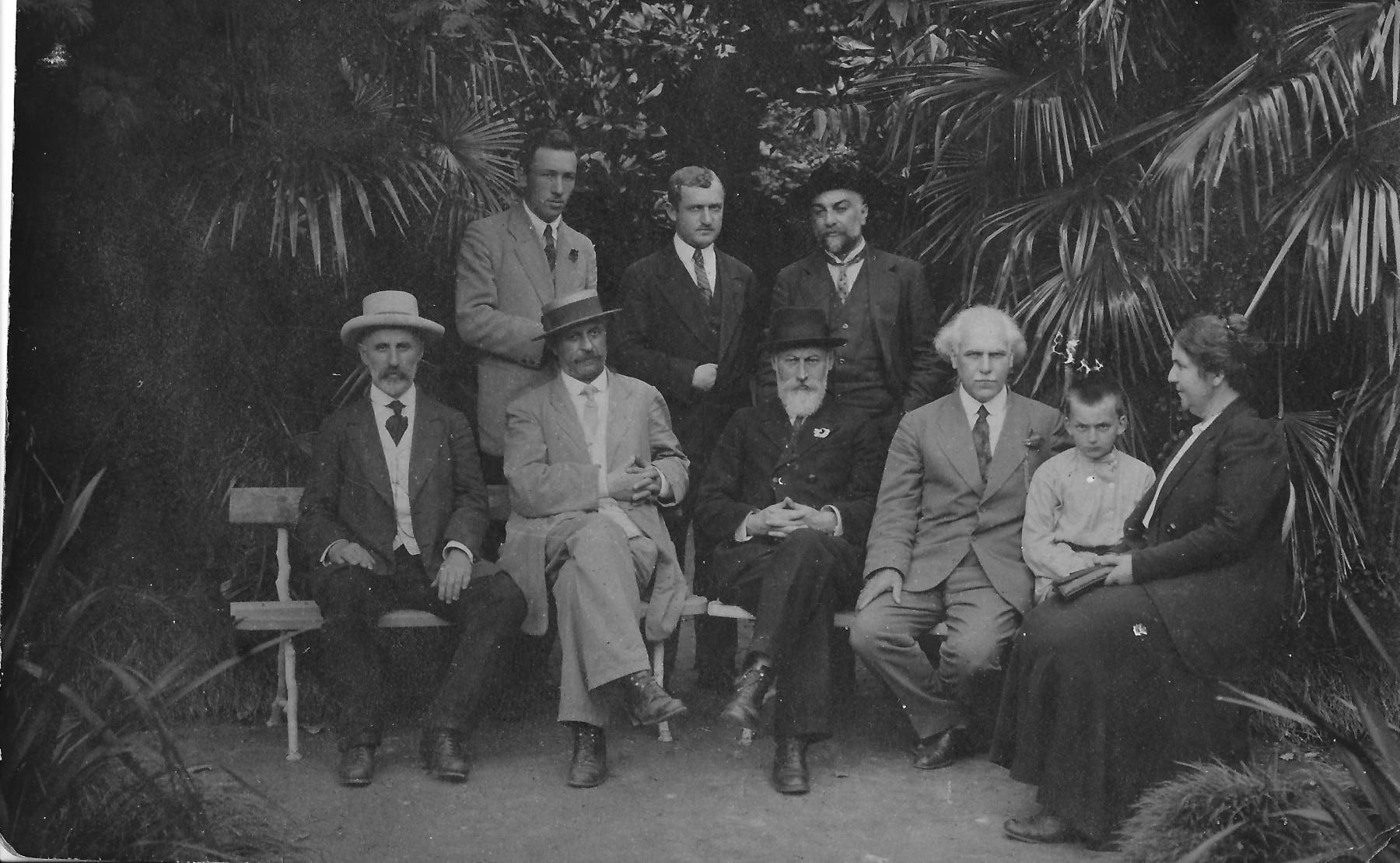
З Ноєм Жорданія та Ісидором Квіцарідзе

У 1917 році працював у Московському військово-промисловому комітеті. Повернувся до Грузії та деякий час працював секретарем Акакія Чхенкелі у Закавказькому спеціальному комітеті. Потім переїхав до Кутаїсі і став одним із керівників місцевих партійних організацій. Брав активну участь у формуванні Народної гвардії на заході Грузії та був згодом обраний членом Генерального штабу Народної гвардії.
12 березня 1919 року обраний членом Установчих зборів Грузії за списком Грузинської соціал-демократичної робітничої партії; був членом конституційної комісії. Брав участь у боях проти Червоної армії у 1921 році під час радянсько-грузинської війни. Після окупації залишився в Грузії і приєднався до руху опору. У 1922 році виступив одним із організаторів Комітету незалежності Грузії. Переховувався від радянської влади.
У 1924 році заарештований і поміщений в ізолятор Суздаля. У цьому ж році застрелений під час епатування із Суздаля в невстановлене місце. Місце поховання невідоме.